# Lathrocordulia garrisoni
Lathrocordulia garrisoni – gatunek ważki z rodziny Synthemistidae. Znany tylko z holotypu odłowionego na Mount Lewis w północno-wschodniej części stanu Queensland (północno-wschodnia Australia).